# KLM

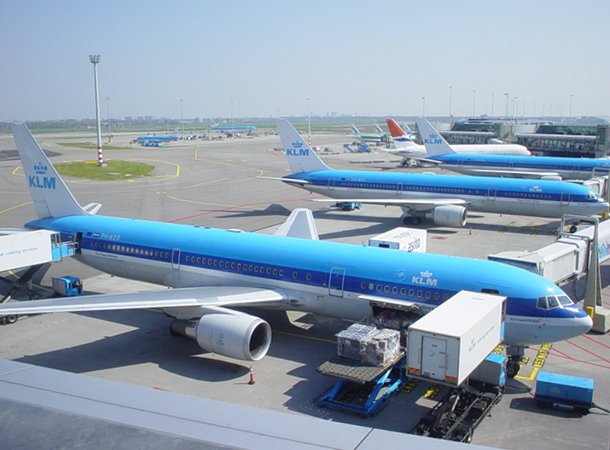
Avioane KLM

KLM Royal Dutch Airlines (titlu complet: Koninklijke Luchtvaart Maatschappij, mot a mot Compania Aeriană Regală) este o fiică a Air France-KLM. Înainte de fuziunea cu Air France, KLM a fost linia aeriană națională a Olandei. Nod principal la Aeroportul Amsterdam Schiphol.